# Конструювання
Конструюва́ння — процес створення конструктором проєкту певного об'єкта техніки, що полягає у визначенні форми, розмірів, взаємного розташування й параметрів частин й елементів конструкції об'єкта, його складових (агрегатів, систем, вузлів тощо), способу їхнього з'єднання, вибору матеріалів окремих елементів та розробки конструкторської документації.
Конструювання передбачає свідоме та цілеспрямоване втілення винаходів, ідей та принципів, проведення розрахунків на основі знань з прикладних наук, виконання креслеників та інших дій, спрямованих на забезпечення заданих характеристик (якості) об'єкта, що конструюється.
Кінцевим результатом конструювання є технічний проєкт (найчастіше це комплект креслеників та іншої технічної документації) який повинен забезпечувати можливість виготовлення (створення), експлуатації та утилізації необхідного об'єкта.

## Етимологія
Термін запозичено (з огляду на слабке поширення цього терміна в Російській імперії) вочевидячки в часи «індустріалізації» СРСР — в 20-30 роки 20-го століття, коли відбувалися надзвичайно інтенсивні контакти з німецькими спеціалістами) через російську мову (рос. конструирование) з німецької(Konstruktionsprozess), при чому без істотної зміни тлумачення.
В німецьку мову цей термін був запозичений, в свою чергу, з французької (Construire), але у французькій він означає перш за все «спорудження» (тобто власне будівництво споруд тощо). Тобто у німецькій мові відбулося звуження (спеціалізація) терміна з означення всього процесу спорудження до означення одного з (найголовніших) етапів цього процесу — розробці проєкту (у вигляді комплекту належної документації) того, що повинно бути споруджене. Подібний процес тлумачення після запозичення знову ж таки з французької розвинувся і у англомовному середовищі, але в аспекті саме власне спорудження (можливо, під наглядом конструктора чи іншого проєктувальника).

## Принципи конструювання
- Конструктивне наступництво – це використання при проєктуванні попереднього досвіду машинобудування даного профілю і суміжних галузей, шляхом введення в агрегат, що проєктується, всього корисного, що є в існуючих конструкціях машин. Кожна сучасна машина – це результат роботи конструкторів декількох поколінь. Початкову модель машини поступово вдосконалюють, доповнюють новими вузлами, збагачують новими технічними рішеннями, що є наслідком творчих зусиль і винахідництва попередніх поколінь конструкторів. Деякі конструктивні рішення відмирають, деякі залишаються і зберігаються довгий час в тому чи іншому вигляді, який їм дали творці.

- Принцип інверсії. Серед прийомів, що полегшують складну роботу конструювання, чільне місце займає метод інверсії (повернення функцій, форм і розташування деталей). Інколи буває доречним поміняти ролями деталі у вузлах, наприклад: ведучу деталь зробити веденою; нерухому деталь зробити рухомою; та, що охоплює на ту, що охоплюється тощо. Інвертують також і форми деталей, наприклад: зовнішній корпус зробити внутрішнім, випуклу поверхню зробити увігнутою тощо. У деяких випадках вигідно перемістити конструктивні елементи з однієї деталі на іншу, наприклад: шпонку з валу на маточину,  бойок з важеля на штовхач тощо. Кожен раз при цьому конструкція набуває нових властивостей. Справа конструктора – зважити переваги і недоліки вихідного та інвертованого варіантів з врахуванням надійності, технологічності, зручності в обслуговуванні і вибрати найкращий. У досвідченого конструктора метод інверсії є невід’ємним інструментом мислення і значно полегшує процес пошуку рішень, у результаті яких народжується раціональна конструкція.
- Принцип раціонального компонування.

## Задачі і правила конструювання
Задачі конструювання полягають у тому, щоб створювати машини, які найповніше відповідають запитам економіки, дають найбільший економічний ефект, мають найвищі техніко-економічні та експлуатаційні показники, якими є: 
- продуктивність, економічність;
- міцність, надійність;
- матеріаломісткість, маса, габарити;
- енергоємність;
- обсяг і вартість ремонтних робіт;
- витрати на оплату праці операторів;
- технічний ресурс;
- ступінь автоматизації;
- зручність обслуговування, керування, складання і розбирання;
- екологічна безпечність.

При створенні машин рекомендують дотримуватись низки правил, які можна згрупувати за ознаками забезпечення: стратегічного розвитку, оптимального конструктивного виконання, досягнення міцності, складання, експлуатації та безпеки машин.

## Конструювання складальних одиниць
Машина складається із окремих деталей – виробів, які виготовляють без складальних операцій. Деталі (частково або повністю) об’єднують у вузли, які являють собою закінчену складальну одиницю, що має загальне функціональне призначення. 
Раціональний структурний поділ виробу на складові частини – вузли – досить важливий, він має велике значення для організації виробництва.
Для проєктування вузла необхідно мати уточнене формулювання задачі, місце установки й приєднувальні розміри, а також можливі зв'язки з іншими частинами виробу. Завданням на проєктування вузла служить ескізне компонування промислового виробу або окреме технічне завдання на створення складальної одиниці.
Чорнове графічне опрацювання вузла конструктор повинен починати з графічного зображення прив'язок і виявлення частин суміжних спряжених вузлів, потім, помічаючи основну структуру, переходить до проєктування.
У процесі проєктування конструктор враховує можливість заводу-виробника, постійно продумує умови роботи вузла й умови його експлуатації, забезпечує кращі умови для ремонту, слідкує за дотриманням норм безпеки й виробничої санітарії, обмежує номенклатуру нормалізованих та покупних виробів, необхідних для складання й особливо для регулювання вузла, враховуючи характер організації виробництва на заводі-виробнику.
Конструктивні форми й розміри деталей визначаються графічним зображенням на кресленні вузла й повинні бути підтверджені розрахунками. Повністю розраховують лише навантажені деталі вузла, такі як підшипники, паси, вали, шпинделі, зубчасті колеса і т.д. При цьому уточнюють розміри деталей, вибирають марки матеріалів, вид термічної обробки й конструкцію деталей. Такі деталі, як корпуси, фланці, кронштейни і т.д., зазвичай не розраховують, їх розміри визначають виходячи з конструктивних і технологічних міркувань або на основі емпіричних рекомендацій.
Розрахунки на міцність, жорсткість, довговічність, зносостійкість, вібростійкість, тепловіддачу і т.д., виконують на всіх стадіях проєктування одночасно з компонуванням вузла на кресленні. При цьому особливу увагу необхідно приділяти вибору критеріїв розрахунку, котрі визначають працездатність і надійність деталей машини.
Правильно спроєктований вузол не повинен мати надлишкових запасів, тобто в ньому необхідно дотримуватися принципу необхідного і достатнього.
Конструктор, який розробляє складальну одиницю, повинен бути технологом. Ні одного розміру, ні одної деталі у вузлі не повинно появитися без чіткого уявлення їх необхідності, раціональності, закладених допусків, баз і таке інше. Проєктуючи вузол, конструктор повинен знати можливості виробництва й уявляти технологічний процес складання й обробки кожної деталі вузла, порівняльну вартість кожної операції.
Конструкція деталі повинна обов'язково передбачати можливість закріплення на верстаті для обробки і виставляння. Точності, які закладаються на деталях, повинні бути досяжними. Довжина посадочних поверхонь повинна бути мінімальною. Необхідно дотримуватись принципу єдності баз: конструкторських, технологічних, вимірювальних.

## Автоматизація конструкторської діяльності
Автоматизоване проєктування (Computer-AidedDesign) є технологією, яка полягає у використанні комп'ютерних систем для полегшення створення, зміни, аналізу та оптимізації проєктів. Сучасне проєктування в техніці є майже повністю автоматизованим.